# 15350 Naganuma
15350 Naganuma eller 1994 VB2 är en asteroid i huvudbältet som upptäcktes den 3 november 1994 av de japanska astronomerna Yoshio Kushida och Osamu Muramatsu vid Yatsugatake-Kobuchizawa-observatoriet. Den är uppkallad efter japanska staden Naganuma.
Asteroiden har en diameter på ungefär 4 kilometer.